# New Inn
New Inn es una pequeña población situada en Carmarthenshire, Gales con una población de alrededor de 348 habitantes. Está situado en la carretera A485 entre las aldeas de Llanllwni y Gwyddgrug, aproximadamente a cuatro millas de la localidad de Pencader. Consiste en alrededor de sesenta viviendas y una capilla.

## La demografía
Según el censo de 2011, 212 de los 336 residentes (de tres años y más) en la comunidad pueden comprender galés hablado (63%). El censo también mostró que unas 195 residentes (58%) pueden hablar galés. La población censada en el año 2002 fue de 348, lo que indica un aumento.